# Championnat de Suisse de football 2000-2001
Le championnat de Suisse de football de Ligue nationale A 2000-2001 a vu la consécration du Grasshopper Zürich.

## Format
Le championnat se compose de deux tours. Le tour préliminaire se déroule en automne avec 12 équipes. Le tour final a lieu au printemps avec les 8 meilleures équipes du tour préliminaire. Celles-ci conservent la moitié de leurs points acquis au tour préliminaire. Les quatre derniers du tour préliminaire jouent un tour de promotion/relégation avec les quatre premiers de Ligue nationale B à l'issue duquel quatre équipes sont promues en Ligue nationale A, les autres restant en Ligue nationale B.

## Classements

### Tour préliminaire
| Place | Club               | Pts | J  | V  | N | D  | Buts + | Buts - | Diff. |
| 1er   | FC Lugano          | 42  | 22 | 12 | 6 | 4  | 33     | 16     | +17   |
| 2e    | FC Saint-Gall      | 40  | 22 | 11 | 7 | 4  | 43     | 18     | +25   |
| 3e    | Grasshopper Zürich | 36  | 22 | 11 | 3 | 8  | 46     | 25     | +21   |
| 4e    | Lausanne-Sports    | 35  | 22 | 11 | 2 | 9  | 37     | 34     | +3    |
| 5e    | FC Bâle            | 34  | 22 | 10 | 4 | 8  | 42     | 36     | +6    |
| 6e    | Servette FC        | 33  | 22 | 9  | 6 | 7  | 34     | 26     | +8    |
| 7e    | FC Sion            | 32  | 22 | 9  | 5 | 8  | 27     | 31     | -4    |
| 8e    | FC Zurich          | 31  | 22 | 8  | 7 | 7  | 36     | 29     | +7    |
| 9e    | FC Aarau           | 24  | 22 | 6  | 6 | 10 | 31     | 43     | -12   |
| 10e   | Yverdon-Sport FC   | 21  | 22 | 5  | 6 | 11 | 27     | 43     | -16   |
| 11e   | Neuchâtel Xamax    | 20  | 22 | 6  | 2 | 14 | 21     | 53     | -32   |
| 12e   | FC Lucerne         | 19  | 22 | 5  | 4 | 13 | 27     | 50     | -23   |

### Tour final
| Place | Club               | Pts | J  | V | N | D | Buts + | Buts - | Diff. | Bonus 1 |
| 1er   | Grasshopper Zürich | 46  | 14 | 8 | 4 | 2 | 29     | 14     | +15   | 18      |
| 2e    | FC Lugano          | 41  | 14 | 5 | 5 | 4 | 24     | 19     | +5    | 21      |
| 3e    | FC Saint-Gall      | 40  | 14 | 6 | 2 | 6 | 23     | 28     | -5    | 20      |
| 4e    | FC Bâle            | 37  | 14 | 4 | 8 | 2 | 18     | 16     | +2    | 17      |
| 5e    | Servette FC        | 37  | 14 | 5 | 5 | 4 | 26     | 19     | +7    | 17      |
| 6e    | Lausanne-Sports    | 33  | 14 | 4 | 3 | 7 | 15     | 27     | -12   | 18      |
| 7e    | FC Sion            | 32  | 14 | 4 | 4 | 6 | 16     | 22     | -6    | 16      |
| 8e    | FC Zurich          | 28  | 14 | 3 | 3 | 8 | 12     | 18     | -6    | 16      |

1 moitié des points du tour préliminaire.

### Qualifications européennes
- Grasshopper Zürich : troisième tour de qualification de la Ligue des champions
- FC Lugano : deuxième tour de qualification de la Ligue des champions
- FC Saint-Gall : tour de qualification de la Coupe UEFA
- FC Bâle : deuxième tour de la Coupe Intertoto
- Lausanne-Sports : premier tour de la Coupe Intertoto

- Servette FC : premier tour de la Coupe UEFA, en tant que vainqueur de la Coupe de Suisse

### Tour de promotion/relégation
- Voir championnat de Suisse D2 2000-2001

### Relégations et Promotions
- Le FC Aarau, le FC Lucerne et le Neuchâtel Xamax se maintiennent en Ligue nationale A.
- L'Yverdon-Sport FC est relégué en Ligue nationale B.
- Le BSC Young Boys est promu en Ligue nationale A.

## Résultats complets
- Résultats sur RSSSF